# Idioma verduriano
El idioma verduriano (en inglés, Verdurian, en verduriano soa Sfahe) es una lengua construida inventada por Mark Rosenfelder, un escritor y personalidad del mundo de los idiomas construidos y los mundos construidos de origen estadounidense. el Verduriano es una parte del mundo construido de Almea y es hablado por los habitantes del país de Verduria, el centro económico y cultural de Almea.
La gramática y el vocabulario del idioma están inspirados en varios idiomas europeos, incluyendo el francés, el ruso, el latín y el alemán.